# Deposição química em fase vapor
Deposição química em fase vapor ou CVD (chemical vapour deposition) é um processo versátil para construção de filmes sólidos, revestimentos, fibras, componentes monolíticos, entre outros materiais. Com a técnica de CVD é possível fazer deposição de metais, elementos não metálicos e ainda grande quantidade compostos como carbonetos, nitretos, óxidos, compostos intermetálicos e muitos outros. Essa tecnologia é fator essencial, por exemplo, para a indústria de semicondutores e outros componentes eletrônicos, em componentes óticos e optoeletrônicos, fotossensíveis e revestimentos.
Produtos provenientes dessa tecnologia têm um mercado em grande expansão no mundo moderno. A Tecnologia de CVD pode ser aplicada em todos os campos da nanociência e nanotecnologia. Fazendo uso dessa tecnologia inovadora a indústria de transformação gera produtos com elevado valor agregados, além disso, o desenvolvimento dessa técnica tem permitido a indústria a avançar rumo a tecnologias mais avançadas, com produtos mais eficientes em desempenho e qualidade. Citando alguns exemplos de produtos comerciais que usam de CVD na sua fabricação, notório a aplicação em áreas muito avançadas como:
- Difusão de camadas em semicondutores avançados em circuitos integrados de nitretos de titânio;
- Revestimento de carbono tipo diamante em componentes da indústria têxtil aumentando a resistência dos tecidos;
- Metalização de semicondutores com deposição de cobre minimizando o efeito de eletromigração. CVD é o processo mais usado para produção de componentes semicondutores;
- Revestimentos de dispositivos ópticos de economia de energia de vidro estruturado, produzido in situ durante o processo de produção;
- Fibras de boro que são extremamente rígidas e resistentes e são usadas no reforço de estruturas em projetos aeroespaciais;
- Filmes de diamantes de alta condutividade térmica depositado em distribuidores de calor para dissipar o calor em circuitos integrados de alta densidade.

CVD pode ser definido como formação de um filme fino sólido pela deposição atômica ou molecular, em uma superfície aquecida, sendo o sólido oriundo de uma reação química onde os precursores estão na fase de vapor. O processo de CVD é atomístico por natureza, onde as espécies depositadas são átomos ou moléculas ou a combinação desses. O processo de CVD se distingue do processo de PVD (physical vapour deposition) em vários aspectos, a começar pela essência dos processos. Enquanto na CVD ocorre uma reação química no decorrer da deposição, no processo de PVD observa-se mecanismo de adsorção dos átomos e moléculas na superfície. Na PVD, assim como na CVD, as espécies precursoras da reação encontram-se na fase de vapor Apesar de similares os processos de CVD e PVD não competem entre si. Ao contrário disso, nas plataformas mais modernas de produção de filmes ultrafinos, os processos são empregados de forma integrada potencializando as vantagens que cada técnica tem intrinsecamente e conseqüentemente minimizando os fatores desfavoráveis.
A técnica de CVD faz uso de plasma, um fenômeno físico, e a técnica de PVD reativa ocorre em ambiente químico. Como resultado, as novas plataformas apresentam melhores resultados tanto em produção como em qualidade de produto.
O processo de CVD, no entanto, tem importantes vantagens que faz dele o processo preferido em muitos casos. A técnica de CVD pode ser empregada para revestimento de superfícies em três dimensões com qualidade e boa taxa de deposição, enquanto PVD funciona muito bem para processos lineares. Os equipamentos utilizados para CVD não requerem ultra-vácuo e são bastante versáteis, possibilitando a mudança de composição durante a deposição e a co-deposição de elementos ou compostos. No entanto tem algumas desvantagens, e a maior delas são as altas temperaturas necessárias para promover o processo de maneira eficiente, que em muitos casos destroem a superfície de deposição, pois os substratos são termicamente instáveis, e o uso de precursores com alta pressão de vapor, que são frequentemente perigosos e algumas vezes altamente tóxicos.
Para minimizar o impacto dos processos em alta temperatura foram desenvolvidas novas tecnologias de vaporização de precursores e novos tipos de precursores baseados na integração entre CVD e PVD resultando, por exemplo, no desenvolvimento dos processos de Plasma-CVD e de Oganometálico-CVD.

## Fundamentos
A tecnologia CVD tem por princípios básicos a multidisciplinaridade, combinando disciplinas cientificas e engenharia, incluindo termodinâmica, física de plasma, cinética, fluidodinâmica e química.
Diversos tipos de reações químicas são usados em CVD incluindo entre elas pirólise, redução, oxidação, carburização, nitrização, oidação e hidrólise. A ativação dessas reações pode ser feita de vários modos, como:
- Ativação térmica, cuja temperatura gira em torno de 900°C, contudo, como já citado anteriormente, com o desenvolvimento da MOCVD esse problemas foi minimizado;
- Ativação via plasma, que acontece em temperatura de 300-500°c;
- Ativação foto-assistida, com ondas UV que pode atuar tanto nos regentes como nos intermediários.

As técnicas de CVD costumavam ser bastante simples e fáceis de aperfeiçoar experimentalmente modificando a reação química, o método de ativação ou as variáveis de deposição, contudo os processos se tornaram mais complexos e requerem entrada de dados mais exatos.
Em face dessa nova realidade, uma análise teórica do que se pretende fazer é essencial, e se feita com adequadamente pode prever alguns problemas e minimizar seus possíveis impactos o processo. Com o levantamento da química da reação é possível estimar etapas intermediárias da reação e possíveis co-produtos, elucidarem o mecanismo da reação, formação de depósitos pela estequiometria e o arranjo geométrico dos átomos. Este esforço inicial pode ajudar a adequar o processo de maneira a economizar tempo e esforço. As reações envolvidas no decorrer do processo são governadas pela termodinâmica, que em que direção a reação procederá, e pela cinética, que define o processo de transporte e a velocidade da reação.
A análise do processo termodinâmico assegura se a reação vai acontecer ou não, de acordo com os processos de transferência de energia entre os sistemas, regidos pelas primeira e a segunda leis da termodinâmica.
Se a variação de energia do processo for negativa, então a reação deseja acontece no sentido esperado. A relação de energia livre do processo pode ser expressa pela equação:
ΔGr = ΣΔGp – ΣΔGr
A energia livre de formação sofre influência de vários parâmetros como tipo de reagentes, taxa molar dos reagentes, temperatura e pressão do processo. O efeito desses parâmetros na energia de formação é representado por:
ΔGr = ΔG°f + RT lnQ
Por definição, para condição de equilíbrio de uma reação a mudança de energia livre para esse estado é zero:
ΔG = -RT ln K
Que são as condições de cálculo para acessar os rendimentos de uma determinada reação.
A reação de CVD é extremamente complexa e envolve uma série de reações em fase vapor e reações de superfície. A fluidodinâmica do processo é bastante complexa devido à fase vapor, e além do mais sofre muitas variações de temperatura e pressão até as reações de deposição acontecer efetivamente. Como é um processo dinâmico, as reações começam a acontecer ainda na fase vapor, com o precursor reagindo entre si acontecendo uma precipitação da fase vapor. Como resultado, a cinética da reação sofre efeito de muitos fatores, como: velocidade do gás de arraste, temperaturas do gás e da superfície do substrato, concentração do precursor na fase gasosa, cinética das reações de superfície, fenômenos de transporte de massa e a pressão do sistema.
A reação de CVD acontece segundo a seguinte sequência de eventos:
- Evaporação e transporte dos precursores na região do gás de arraste do reator;
- Os reagentes (precursor) em fase gasosa entram no reator com um fluxo forçado de um gás;
- Difusão dos gases através da zona de reação, produzindo intermediários reativos e co-produtos gasosos;
- Gases entram em contato com a superfície do substrato;
- Acontecem as reações de deposição na superfície do substrato com crescimento de sítios ou ilhas de átomos após a nucleação, levando a formação de um filme;

Os coprodutos gasosos da reação são dissolvidos e saem da zona de reação da superfície, através da camada limite.
A taxa de deposição depende das reações de superfície que são a etapa mais lenta do processo. A estrutura e características do filme formado é resultado dessa taxa de crescimento do filme.
Existem muitos tipos de precursores e de reações químicas de CVD. Os precursores são compostos que contém o elemento ou molécula que será a base de construção do filme. A escolha do precursor é direcionada por propriedades que este composto necessita ter e pelo tipo de ração de CVD.
Seguem algumas propriedades necessárias para os precursores:
- Estabilidade térmica para não ocorrer decomposição durante a evaporação;
- Capacidade de reagir na zona de reação sem incorporar resíduos;
- Volatilidade suficiente a baixa temperatura, para facilitar o transporte na zona de reação sem haver condensação;
- Compatibilidade com co-precursores durante o crescimento de material complexo;
- Possibilidade de ser produzido em alto grau de pureza, com bom rendimento e de baixo custo;
- Reagir de forma direta evitando reações laterais;

Essas características são comuns a quase todos os tipos de precursores existentes, que podem ser halogenetos, hidretos e compostos metalorganicos, que são os precursores mais usados.
Abaixo estão alguns exemplos de reações CVD que acontecem na formação dos filmes:
- CH4(g) ------ C(s) + 2H2(g), reação usada para produção de carbono, grafite e diamante.
- TiI4(g) ------ Ti(s) + 2I2(g)
- Ni(CO)4(g) ------ Ni(s) + 4CO(g)
- SiH4(g) ------ Si(s) + 2H2(g)
- WF6(g) + 3H2(g) ------ W(s) + 6HF(g)
- TiCl4(g) + 2BCl3(g) + 5H2(g) ------ TiB2(s) + 10 HCl(g)
- [Me3Ga](g) + [AsH3](g) ------ GaAs(s) + 3CH4(g)
- SiH4(g) + O2(g) ------ SiO2(s) + 2H2(g)
- [Ta(OEt)5](g) + 5H2O(g) ------ Ta2O5(s) + 10EtOH(g)
- NbCl5(g) + 5/2H2(g) + 1/2xN2(g)------ NbNx(s) + 5HCl(g)

Muitos processos de construção de filmes ultra-finos acabam sendo uma variação do processo de CVD. Esses processos são classificados segundo  características do processo. Abaixo definições de alguns processos que envolvem as técnicas de CVD.
Metel Organic-CVD (MOCVD) é um tipo especifico que utiliza precursores Organometálicos. Por natureza um composto organometálico contém uma ligação metal-carbono, radicais carbonilados ou alquilas. No entanto esse conceito foi expandido para incluir compostos metalo-oxigenados, metalo-nitrogenados e hidretos metálicos. É o processo de CVD mais usado e o que teve maior desenvolvimento desde a sua concepção, pois é amplamente aplicado na indústria de semicondutores.
Metal Organic Vapour Phase Epitaxy (MOVPE) é um tipo de MOCVD que produz um filme de cristal. Nesses dois processos as reações da fase vapor podem ter influência significativa na química de deposição.
CVD- assistido por plasma é um técnica que utiliza energia elétrica ao invés de energia térmica para iniciar a reação de produção de íons quimicamente ativos ou radicais que participaram das reações de deposição, que leva a formação do filme na superfície do substrato. Nesse processo a deposição pode ocorrer em temperaturas muito baixas, que permite a utilização de substratos sensíveis a temperaturas elevadas.
Atomic Layer Deposition (ALD), também conhecido como Atomic Layer Epitaxy (ALE) ou Atomic Layer-CVD (ALCVD) é uma modificação do processo de CVD em que os precursores gasosos são introduzidos seqüencialmente na superfície do substrato, e o reator é purgado com gás inerte entre os pulsos de precursor para manter o reator limpo evitando contaminação das camadas. Como as reações de ALD acontecem em uma temperatura abaixo da temperatura de decomposição térmica do precursor metálico, as reações na fase vapor são insignificantes.
Chemical meam deposition (CBE) é uma técnica de CVD de alto-vácuo que utiliza precursores organometálicos voláteis e co-precursores gasosos. Intimamente relacionado a técnica de organometálico molecular beam epitaxy (MOMBE) utiliza precursores organometálicos e vapor de co-precursor derivado do elemento metálico. Tanto em CBE quanto em MOMBE as reações químicas ocorrem somente no substrato levando a formação de filmes mono cristalinos.

## CVD em semicondutores
Materiais semicondutores são utilizados como componentes em diversos dispositivos eletrônicos como transistores, resistores e capacitores e também em circuitos integrados.
Os circuitos integrados são circuitos em que transistores bipolares, transistores de efeito de campo, resistores, capacitores e suas conexões estão combinados num único chip de material semicondutor. Os circuitos integrados modernos são cada vez menores e mais eficientes. Para suportar essa miniaturização e ainda aumentar a eficiência dos dispositivos é necessário o emprego de materiais mais puros e com projeto de construção estruturado, de maneira que os materiais não tenham impurezas nem deformidade na estrutura.
Os modernos circuitos integrados têm características que os tornam especiais como o desenvolvimento da geometria cada vez menor o que permite o uso de mais dispositivos no mesmo espaço; redução do tempo necessário para o elétron percorrer o dispositivo (velocidade de troca dos elétrons), resultando no aumento da freqüência do mesmo; redução no consumo de energia. Materiais complexos, que utilizam mais de um composto na composição do material, também apresentam aumento na velocidade de troca dos elétrons.
CVD é o principal processo de produção de filmes sólidos finos, incluindo materiais semicondutores. Os principais elementos e compostos utilizados para produção de materiais semicondutores são silício, germânio, compostos com elementos das famílias III-V e II-IV, carbetos de silício e diamante.
Cada um dos materiais tem características e propriedades intrínsecas, de acordo com os elementos e/ou compostos que os compõe. Na tabela 1 são apresentadas algumas propriedades importantes.
O processo de CVD é usado na produção de silício em duas grandes áreas: na produção de filmes de silício ultra puros e na preparação filmes epitaxiais e policristalinos. Esse materiais são amplamente utilizados na industria de semicondutores, materiais utilizados na confecção de circuitos integrados. Quanto menor o dispositivo semicondutor mais complexo e eficiente se torna o circuito integrado, pois abre a possibilidade de ampliar o número de dispositivos no circuito integrado. Dessa forma o desenvolvimento das técnicas de CVD e suas variantes podem contribuir para o projeto, construção e desenvolvimento de dispositivos ainda menores.
Apesar de não competir com materiais de aplicações especificas, semicondutores de silício são em geral de excelente qualidade, e é fato seu domínio no mercado nos últimos 40 anos, principalmente pela fácil disponibilidade com alto grau de pureza e custo de produção relativamente baixo. Como resultado desse domínio o silício pode permanecer no mercado por um bom tempo, pois muitas linhas de produção de circuitos integrados utilizam silício na construção dos materiais.
Podemos observar que com o uso das técnicas de CVD é possível construir matérias estruturados em escalas nanométricas com estrutura uniforme e alto grau de pureza. Com o desenvolvimento da técnica vislumbra-se um horizonte muito promissor, além do que temos observado para indústria de materiais semicondutores, essa técnica pode contribuir para o desenvolvimento de matérias nanoestruturados de aplicação tecnológica em outros campos das indústrias de bens de consumo.